# Distretto di Haizer
Il distretto di Haizer è un distretto della provincia di Bouira, in Algeria, con capoluogo Haizer.